# 岡本圭岳
岡本 圭岳（おかもと けいがく、1884年4月1日- 1970年12月15日）は、大阪府出身の俳人。本名鹿太郎。1899年、新聞『日本』や「ホトトギス」で正岡子規選を受け、上京して子規の句会「根岸草蘆句会」などに参加。「ふた葉」「車百合」などで活躍し、中止を挟んで1921年に青木月斗の「同人」に参加。「同人」を辞したのち1936年に「火星」を創刊・主宰。1938年、上海などの大陸の部隊を訪問し、従軍句集『大江』（1940年）に結実した。1946年、戦時に休刊していた「火星」を復刊。その後の句集に『太白星』（1953年）、死後に『定本岡本圭岳句集』（1977年）。
戦前の「火星」には一時下村槐太、堀葦男、赤尾兜子、林田紀音夫など後に関西俳壇で活躍する俳人たちが集まった。圭岳の死後は妻の佐知子、ついで娘の山尾玉藻が主宰を継いでいる。